# Pink: Live in Europe
Pink: Live in Europe è il primo album video della cantante statunitense Pink, pubblicato nel 2006.

## Descrizione
Tale DVD documenta il concerto tenuto nel 2004 dalla cantante alla Evening News Arena di Manchester durante il Try This Tour. Oltre a essere un piccolo documentario del tour, il DVD ne mostra anche l'intero show, nel quale i brani vengono eseguiti in ordine cronologico tranne Get the Party Started.
L'eccezione è fatta dall'estratto del brano Beautiful di Christina Aguilera durante Lady Marmalade, rimpiazzato dalla scritta "CENSORED" e con l'audio modificato in modo da non essere udibile chiaramente. Inoltre, nella performance Pink imita Christina e il brano contiene vari riferimenti sessuali, cosa che fece vietare il DVD ai minori di 15 anni in Irlanda.
Un altro momento celebre dello show è quando viene eseguito un medley di 3 brani di Janis Joplin, di cui Pink ne è una fan.
Questo è il sesto DVD più venduto in Australia nel 2007.

## Tracce
1. Pink on the Road: Fate of Dreamer/ Quirky in G Minor/ Breaking News/ Keeps on Rainin'/ Stage Driver/ Valley of Crystals/ Juice Train/ Day Trippers/ Backbone/ Back to the 80's
2. Intro/Can't Take Me Home
3. There You Go
4. Split Personality
5. Most Girls
6. Lady Marmalade
7. Intro/ I Wanna Rock
8. Don't Let Me Get Me
9. 18 Wheeler
10. Family Portrait
11. Just like a Pill
12. Respect
13. My Vietnam
14. Misery
15. Eventually
16. Summertime (Janis Joplin cover)
17. Me and Bobby McGee (Janis Joplin cover)
18. Piece of My Heart (Janis Joplin cover)
19. Intro/ Feel Good Time
20. God Is a DJ
21. Oh My God
22. Trouble
23. Last to Know
24. Try Too Hard
25. Unwind
26. Welcome to the Jungle (Guns N' Roses cover)
27. Get the Party Started